# Call of Duty: Black Ops II
A Call of Duty: Black Ops II egy 2012-ben megjelent belső nézetű lövöldözős játék, amelyet a Treyarch fejlesztett és az Activision adott ki. A játék 2012. november 13-án jelent meg Windowsra, PlayStation 3-ra és Xbox 360-ra, majd november 18-án Észak-Amerikában, illetve november 30-án a PAL régiókban Wii U konzolra is.

## Játékmenet
A Black Ops II az első Call of Duty videójáték, amelyben elágazó történetszálak szerepelnek – vagyis a játékos döntései hatással vannak az adott küldetésre, és ezen keresztül a történet egészének alakulására is. Ezeket az elágazó történetszálakat „Strike Force-küldetéseknek” nevezik, és a 2025-ben játszódó szál során jelennek meg.  Jellemző rájuk a végleges halál lehetősége is. A küldetések sikere vagy kudarca kihatással lehet a kampány történetének alakulására. Ha a játékos kiválaszt egy küldetést, azzal a többit kizárja – hacsak nem kezdi újra az egész kampányt. A Strike Force-küldetések lehetővé teszik a játékos számára, hogy különféle hadieszközöket irányítson, például pilóta nélküli repülőgépeket, vadászgépeket és robotokat. Ha a játékos meghal egy Strike Force-küldetés során, a kampány ennek ellenére folytatódik, és rögzíti a veszteséget – nem engedi visszatölteni a korábbi mentési pontot. A játékos előrehaladása ezekben a küldetésekben akár a történet főellensége, Raul Menendez terveit is megváltoztathatja. A játék végére a játékos akár az új hidegháború kimenetelét is befolyásolhatja. Hasonló módon a fő történeti küldetésekben is vannak olyan pontok, ahol a játékos különböző döntéseket hozhat, illetve eltérő útvonalakon haladhat tovább, amelyek hatással lehetnek a játékmenetre és a történet alakulására egyaránt. A Black Ops II emellett az első olyan játék a sorozatban, amely lehetővé teszi, hogy a játékos a küldetés megkezdése előtt testre szabja a felszerelését – ez szabadságot ad abban, hogyan közelíti meg az adott küldetést.

## Cselekmény
|  | Alább a cselekmény részletei következnek! |

1986 júliusában Alex Mason (Sam Worthington), aki ekkorra már visszavonult az aktív szolgálattól, visszavonultan él Alaszkában fiával, Daviddel. A köztük lévő amúgy is törékeny kapcsolat tovább romlik, amikor Mason korábbi összekötője, Jason Hudson (Michael Keaton) felkeresi őt egy megbízással: Frank Woods és csapata eltűntek egy fegyvercsempész-hálózat felszámolására irányuló akció közben Angolában. A CIA már elhatárolódott az ügytől, de Hudson reméli, hogy sikerül megmenteni a túlélőket. Miután Mason és Hudson segítséget nyújtanak Jonas Savimbi (Robert Wisdom) UNITA lázadóinak Angola marxista kormányával szemben, megtalálják Woodsot egy uszályon a Cubango-folyón. Ott összetűzésbe kerülnek egy kubai katonai tanácsadókból álló csoporttal, amelynek tagja egy Raul Menendez (Kamar de los Reyes) nevű nicaraguai fegyverkereskedő is. Egy hosszú tűzharc után Savimbi kimenti őket. Kiderül, hogy Menendez volt az, aki fogva tartotta Woodsot, miután megkínozta és megölte a csapatát. A CIA később engedélyezi a támadást Menendez ellen, aki ekkor már hasznot húz a szovjet–afgán háborúból. 1986 szeptemberében Mason, Hudson és Woods Afganisztánba utaznak, ahol találkoznak a kínai hírszerző Tian Zhao ügynökkel, hogy szövetséget kössenek a szovjetek ellen harcoló afgán mudzsahedekkel. Elfognak egy Lev Kravcsenko ezredes nevű férfit, aki kiderül, hogy Menendez egyik szövetségese. Kihallgatása során Mason újra a korábbi agymosásának hatása alá kerül, és küzd a késztetés ellen, hogy megölje Kravcsenkót. Ha a játékos sikeresen ellenáll, Kravcsenko elárulja, hogy Menendez emberei beépültek a CIA-be, mielőtt Woods kivégezné őt. Ezután a mudzsahedek elárulják az amerikaiakat és Zhao-t, és a sivatagban hagyják őket meghalni. Végül két utazó menti meg őket – Mason pedig hallucinálja, hogy egyikük Viktor Reznov. Fokozatosan fény derül Menendez Amerika-ellenes gyűlöletének eredetére: húga, Josefina, szörnyű égési sérüléseket szenvedett egy tűzben, amelyet egy amerikai üzletember gyújtott fel biztosítási csalás céljából. Később egy földrengés teljesen tönkretette a családjukat, és Menendez apjával együtt drogkereskedelembe kezdett, ami miatt a CIA végül meggyilkolta az apját. Néhány héttel az afganisztáni események után Mason, Woods, Hudson és a panamai védelmi erők, Manuel Noriega tábornok vezetésével, rajtaütnek Menendez nicaraguai rejtekhelyén. Woods, akit fűt a bosszúvágy, megpróbálja megölni Menendezt annak ellenére, hogy parancsot kapott az elfogására. A káosz közepette véletlenül gránáttal megöli Josefina Menendezt, Menendez pedig – úgy vélik – szintén életét veszti a robbanásban. Menendez Noriegával összefogva megrendezi saját halálát. Az 1989 decemberi amerikai invázió idején Panamában Menendez elrabolja Davidet, és Hudson megzsarolására használja, hogy Mason-t és Woodsot csapdába csalja.  Mason és Woods azt az utasítást kapják, hogy fogják el Noriegát, és adják át őt egy fogolycsere keretében. Azonban Woodsot rászedik, hogy lelője Mason-t, miközben Menendez felfedi magát, és térden lövi Woodsot, ezzel megnyomorítva őt. zután megöli Hudsont, és megígéri, hogy később visszatér, hogy befejezze a bosszúját Woods ellen. A történtek után a mozgássérült Woods veszi magához Davidet, és Mason helyett ő neveli fel – miközben eltitkolja előle apja halálának valódi körülményeit. 2014-ben egy militáns populista mozgalom, Cordis Die néven jön létre, amelynek vezetője egy titokzatos, de karizmatikus figura, akit „Odüsszeuszként” ismernek – valójában ő nem más, mint Menendez. 2018-ban a szervezet kibertámadást hajt végre, amely megbénítja a kínai tőzsdéket, ezzel arra kényszerítve a kínai kormányt, hogy gazdasági befolyását bevesse, ami végül második hidegháborút váltja ki a NATO és a Zhao által vezetett kínai irányítású Stratégiai Védelmi Koalíció között. 2025-re a Cordis Die becslések szerint már körülbelül kétmilliárd követővel rendelkezik. David – immár a DEVGRU hadnagy parancsnokaként, „Section” hívónéven – a JSOC által indított művelet élére áll, melynek célja Menendez semlegesítése.  Section és társa, Mike Harper meglátogatják „A Széfet”, egy CIA-nyugdíjas otthont, ahol az idős Woods él.  Woods elmondja Sectionnek és Harpernek, hogy Menendez nemrég meglátogatta őt, és átadott neki egy szív alakú medált, amit korábban Josefina viselt. Ezután Section és Harper meghallgatják, ahogy Woods felidézi korábbi találkozásait Menendezzel. Miután rajtaütnek egy Cordis Die-létesítményen Mianmarban, Section csapata megtudja, hogy Menendez egy újabb kibertámadásra készül egy „celerium” nevű ritkaföldfém segítségével, amely kvantum-összefonódást alkalmaz, és alkalmas lehet egy rendkívül erős számítógépes vírus létrehozására. A Menendez utáni kémkedés során Pakisztánban a csapat felfedezi, hogy célja megszerezni valamit, aminek a kódneve „Karma” – ez később egy Chloe Lynch nevű hackerként azonosítható. Section és csapata behatol egy egzotikus, lebegő városba, a Colossusba, ahol vagy sikerül megmenteniük Lynchet és megölniük Menendez hadnagyát, DeFalcót, vagy kudarcot vallanak, és Lynchet elrabolják. Kínzó panamai visszaemlékezései miatt Section ismét felkeresi Woodsot, és végre megtudja az igazságot apja haláláról. Juneteenth napján a JSOC végre elfogja Menendezt Jemenben, egy beépített CIA-ügynök, Farid segítségével. Azonban a letartóztatása előtt Menendez megparancsolja Faridnak, hogy végezzen a fogságba esett Harperrel – ha megtagadja, Menendez megöli őt. Menendezt az USS Barack Obama nevű repülőgép-hordozóra szállítják, amelyet Tommy Briggs admirális irányít.  A kihallgatás során Menendez megszökik a nicaraguai-amerikai DEVGRU-operátor, Javier Salazar segítségével, aki valójában az ő beépített embere volt a JSOC soraiban. Salazar árulásának pontos következményei attól függnek, mi történt korábban Lynch-csel, Fariddal és DeFalcóval:
- Ha Lynch megmenekült és Farid életben van, Farid vagy saját testével védi meg Lynchet Salazartól, és így meghal, vagy ha DeFalco is életben van, akkor Farid megöli őt, mielőtt elesne.
- Ha Farid halott, akkor Lynch meghal – vagy Salazar, vagy (ha még életben van) DeFalco végez vele.

Miután megsebesíti vagy kivégzi Briggs admirálist, Menendez hozzáfér az Obama fedélzeti termináljához, és egy celerium-vírussal – amelyet titokban juttatott fel a hajóra – feltöri egy katonai műhold rendszerét. Ennek segítségével átveszi az irányítást az egész amerikai drónflotta felett. Az Obama csak akkor éli túl a következő támadást, ha a korábbi Strike Force-küldetések sikeresen teljesültek, mivel ez esetben Kína drónokat küld segítségül – és ha Briggs életben van, hogy aktiválni tudja a hajó védelmi rendszerét. Menendez mindettől függetlenül beveti a drónokat, és támadást indít Los Angeles, valamint több más amerikai és kínai nagyváros ellen, éppen a G20 vezetőinek találkozója idején. A célja az, hogy meggyilkolja a világ vezetőit, és globális gazdasági, valamint polgári káoszt idézzen elő. Section eközben kimenekíti az amerikai elnököt a veszélyzónából. A támadások után Menendez nyomára Haitin bukkannak, ahol a JSOC rajtaüt a Cordis Die ottani létesítményén. Section végül elfogja a menekülő Menendezt egy katonai ellenőrzőpontnál, és most rajta áll, hogy kivégezze, vagy élve elfogja őt. 
- Ha Section kivégzi Menendezt, feltöltésre kerül egy előre felvett videó a YouTube-ra, amelyben Menendez posztumusz parancsot ad a Cordis Die-nek, hogy lázadásba kezdjen. A Cordis Die támogatói hatalmas globális felkelést indítanak, ami a Fehér Ház felgyulladásához és széles körű anarchiához vezet. Ez a befejezés kanonikus, és előkészíti az utat a Black Ops 7 és a Black Ops III számára.
- Ha Section élve fogja el Menendezt, és Chloe Lynch is életben marad, akkor Lynch képes lesz megakadályozni Menendez kibertámadását. Menendez börtönben marad, és tehetetlenül nézi, ahogy Lynch szerepel a Jimmy Kimmel Live műsorában, ahol nyilvánosan kigúnyolja őt – Menendez pedig dührohamot kap a cellájában, miközben nézi az adást.
- Ha Section elfogja Menendezt, de Chloe Lynch meghalt vagy nem sikerült megmenteni, akkor Menendez kibertámadása sikerrel jár. Ezt követően megszökik a börtönből, behatol a Vaultba (a CIA nyugdíjas központjába), és meggyilkolja Woodst a Josefina által viselt szív alakú medállal. Ezután Menendez Josefina sírjához utazik, kiássa a holttestét, és végül önmagát élve felgyújtja.
- Ha az összes Strike Force-küldetés teljesítve lett, Kína és az Egyesült Államok szövetséget kötnek, ami véget vet a második hidegháborúnak. Ez a diplomáciai megbékélés stabilizálja a globális politikai helyzetet, és megakadályozza a további eszkalációt Cordis Die lázadása után.

|  | Itt a vége a cselekmény részletezésének! |

## Fejlesztés
Az Activision Blizzard vezérigazgatója, Bobby Kotick 2011. november 8-án jelentette be, hogy egy új Call of Duty-játék fejlesztés alatt áll, melyet 2012-ben terveznek kiadni, és ez lesz a sorozat legújabb része. A játékot hivatalosan az Activision erősítette meg a 2012. február 9-i negyedéves eredménybeszámoló során, ígérve, hogy „jelentős újításokat” hoz majd a sorozatban. Oliver North, aki részt vett az Irán–kontrák-ügyben, tanácsadóként dolgozott az 1980-as éveket feldolgozó részhez, és segített a játék népszerűsítésében. A szerző és védelmi szakértő, Peter W. Singer a játék 2025-ös történeti szálának kidolgozásában működött közre tanácsadóként.

## Fogadtatás
| Összegzőoldal | Értékelés |
| ------------- | --------- |
| Metacritic    | 83/100    |

| Szerző        | Értékelés |
| ------------- | --------- |
| 1Up.com       | B+        |
| G4            | 4,5/5     |
| Game Informer | 8,5/10    |
| GameSpot      | 8/10      |
| GameTrailers  | 9,4/10    |
| IGN           | 9,3/10    |
| OPM (UK)      | 8/10      |
| OXM (UK)      | 8/10      |
| OXM (US)      | 8,5/10    |

A Call of Duty: Black Ops II „általánosságban pozitív” értékeléseket kapott a kritikusoktól – a Metacritic véleményösszesítő oldal szerint.
Az IGN szerkesztője, Anthony Gallegos a játékot „jó példának nevezi arra, hogyan lehet fejlődni egy évente megjelenő játéksorozat esetében”.
Dan Ryckert, a Game Informer újságírója kritikusan nyilatkozott a Strike Force mód mesterséges intelligenciájáról, és nem volt elragadtatva a „Pick Ten” rendszer bevezetésétől a többjátékos módokban. Megjegyezte, hogy bár „érdekes”, végül kevésbé izgalmasnak találta, mint a korábbi Call of Duty-játékokban használt rendszereket.

## Díjak, elismerések
| Év   | Díj             | Kategória                                 | Eredmények |
| ---- | --------------- | ----------------------------------------- | ---------- |
| 2013 | D.I.C.E. Awards | Kiemelkedő teljesítmény kapcsolódás terén | Jelölve    |
| 2013 | D.I.C.E. Awards | Kiemelkedő online játékmenet              | Jelölve    |
| 2013 | D.I.C.E. Awards | Kiemelkedő vizuális tervezés              | Jelölve    |

## Fordítás
Ez a szócikk részben vagy egészben  a   Call of Duty: Black Ops II című angol Wikipédia-szócikk ezen változatának fordításán alapul.  Az eredeti cikk szerkesztőit annak laptörténete sorolja fel. Ez a jelzés csupán a megfogalmazás eredetét és a szerzői jogokat jelzi, nem szolgál a cikkben szereplő információk forrásmegjelöléseként.